# 베식타시 JK
베식타시 JK(튀르키예어: Beşiktaş Jimnastik Kulübü 베식타시 짐나스티크 퀼뤼뷔[*])는 이스탄불에 있는 스포츠 클럽으로 이 클럽은 농구, 배구, 체스, 축구, 핸드볼를 포함해 많은 분야에 참여하고 있으며 이 클럽의 축구팀은 보스포루스에 있는 돌마바흐체 궁전에 가까운 튀프라시 스타디움에서 경기를 치른다.

## 소개
튀르키예 최대의 도시 이스탄불에 연고를 둔 축구단이다. 클럽 명칭의 기원은 홈구장이 위치한 베식타시에서 유래 되었고 갈라타사라이 SK, 페네르바흐체 SK와 함께 튀르키예 쉬페르리그를 대표하는 클럽이다. 1903년에 창단하여 쉬페르 리그 축구 클럽 중에서 가장 역사가 오래된 팀이며 튀르키예 쉬페르리그에서 14회 우승을 하였고 튀르키예컵 우승 9회를 하였다.
2006/07 시즌에는 UEFA 챔피언스리그 32강 대전에는 잉글랜드 리버풀와의 원정 경기에서 0:8으로 큰 패배를 당했고 이 경기의 스코어는 UEFA 챔피언스리그 역사에 최다 실점 기록을 남겼다.

## 선수단

### 현재 선수 명단
2025년 2월 11일 기준
참고: FIFA 자격 규정에 따라 소속된 국가대표팀 국기를 표시합니다. 선수는 복수의 FIFA 비회원국 국적을 가지고 있을 수 있습니다.
| 번호 | 포지션 | 국적             | 이름                      |
| ---- | ------ | ---------------- | ------------------------- |
| 2    | DF     |                  | 요나스 스벤손             |
| 4    | DF     | 튀르키예         | 오누르 불루트             |
| 5    | DF     | 튀르키예         | 타이프 탈하 사누츠        |
| 8    | MF     | 튀르키예         | 살리흐 우찬               |
| 9    | FW     | 튀르키예         | 세미 킬릭소이             |
| 10   | MF     | 에콰도르         | 케니 아로요               |
| 11   | FW     | 코소보           | 밀로트 라시차             |
| 14   | DF     |                  | 펠릭스 우두오카이         |
| 15   | MF     | 잉글랜드         | 앨릭스 옥슬레이드체임벌린 |
| 18   | MF     | 포르투갈         | 주앙 마리우               |
| 20   | MF     | 튀르키예         | 네지프 우이살 (주장)      |
| 22   | MF     | 카자흐스탄       | 바흐티요르 자이누트디노프 |
| 23   | MF     | 알바니아         | 에르네스트 무지           |
| 26   | DF     | 콩고 민주 공화국 | 아르튀르 마쉬아퀴         |
| 34   | GK     | 튀르키예         | 메르트 귀노크             |

| 번호 | 포지션 | 국적     | 이름              |
| ---- | ------ | -------- | ----------------- |
| 79   | DF     | 튀르키예 | 엠레잔 테르지     |
| 83   | MF     | 포르투갈 | 제드송 페르난드스 |
| —    | ST     | 잉글랜드 | 태미 에이브러햄   |

## 역대 감독
| 감독                       | 임기      |
| -------------------------- | --------- |
| 주세페 메아차              | 1949      |
| 레안드로 레몬디니          | 1957~1958 |
| 귄뒤즈 클르츠              | 1971~1972 |
| 호르스트 부츠              | 1974~1976 |
| 밀로시 밀루티노비치        | 1977~1978 |
| 브란코 스탄코비치          | 1984~1986 |
| 밀로시 밀루티노비치        | 1986~1987 |
| 크리스토프 다움            | 1994~1996 |
| 존 토샥                    | 1997~1999 |
| 카를하인츠 펠트캄프        | 1999      |
| 한스페터 브리겔            | 1999~2000 |
| 네비오 스칼라              | 2000~2001 |
| 크리스토프 다움            | 2001~2002 |
| 미르체아 루체스쿠          | 2002~2004 |
| 비센테 델 보스케           | 2004~2005 |
| 장 티가나                  | 2005~2007 |
| 베른트 슈스터              | 2010~2011 |
| 카를루스 카를발랼          | 2011~2012 |
| 슬라벤 빌리치              | 2013~2015 |
| 셰놀 귀네슈                | 2015~2019 |
| 발레리앙 이스마엘          | 2022      |
| 셰놀 귀네슈                | 2022~2023 |
| 페르난두 산투스            | 2024      |
| 지오바니 판 브롱크호르스트 | 2024      |
| 올레 군나르 솔셰르         | 2025~     |

## 수상

### 국내 대회
- 튀르키예 쉬페르리그
  - 우승 (16회) : 1956-57, 1957-58, 1959-60, 1965-66, 1966-67, 1981-82, 1985-86, 1989-90, 1990-91, 1991-92, 1994-95, 2002-03, 2008-09, 2015-16, 2016-17, 2020-21

- 튀르키에 쿠파스
  - 우승 (11회) : 1974-75, 1988-89, 1989-90, 1993-94, 1997-98, 2005-06, 2006-07, 2008-09, 2010-11, 2020-21, 2023-24

- 튀르키예 쉬페르쿠파
  - 우승 (9회) : 1967, 1974, 1986, 1989, 1992, 1994, 1998, 2006, 2021